# Parikrama
Parikrama ali Pradakšina je kroženje svetih entitet v smeri urinega kazalca in pot, po kateri se to izvaja, kot se izvaja v indijskih religijah – hinduizmu, budizmu, sikizmu in džainizmu. V budizmu se nanaša le na pot, po kateri se to izvaja. Običajno se v indijskih religijah parikrama opravi po zaključku tradicionalnega čaščenja (pudža) in po poklonu božanstvu. Parikramo je treba izvajati z dhjāno (duhovno kontemplacijo in meditacijo).
V hinduizmu je parikarma verskih božanstev v templju, svetih rekah, svetih hribih in tesni skupini templjev kot simbol molitve sestavni del hindujskega čaščenja. Hindujska tempeljska arhitektura vključuje različne poti Pradakšina. Obstaja lahko pot parikarme, ki obkroža glavno božanstvo, in več drugih širših poti, koncentriranih na glavno pot, skozi katero ni neobičajno najti nekoncentričnih poti parikrame. Včasih skrajna parikrama pot pokriva celotno vas, mesto, kar namiguje, da je dolžina poti lahko raztegljiva. Parikrama se izvaja tudi okoli svetega drevesa Pepal, tulsija (indijske rastline bazilike Ocimum tenuiflorum) in agnija (svetega ognja ali boga ognja), in agni parikrama je del hindujskega poročnega obreda.

## Etimologija
Parikrama v sanskrtu pomeni »pot, ki obdaja nekaj« in je znana tudi kot Pradakšina (»na desno«), ki predstavlja kroženje. Obe besedi se večinoma uporabljata v kontekstu verske prakse obhoda svetih entitet.
Parikrama je opredeljena kot »Krožna pot okoli svetišča templjev z upoštevanjem časa je pogosta oblika molitve v Indiji. Vključuje Narmado, Šetrunjajo, Girnar. Ta kamnita pot okoli svetišča se imenuje pot Pradakšina.«

## Prakse religij indijskega izvora

### Budistična praksa
V budizmu je bil obhod ali pradakhšina pomemben obred že od zgodnjih časov. Svete strukture, kot so stupe ali slike, imajo okoli sebe pot pradakhšina. Čaitja je posebna starodavna vrsta zgradbe, ki je ohranjena samo v indijski arhitekturi, vklesani v skalo, dvorana s stupo na skrajnem koncu, vedno zgrajena z zaokroženim koncem, podobnim apsidi, ki omogoča pradakhšina. Mandapa (molitvena dvorana), dodana spredaj, spremeni prvotno stupo v svetišče stupe - kot sveto entiteto, ki zahteva obhodno pot okoli sebe za namen čaščenja. Celotna struktura je načrtovana tako, da postane središče mandale in simbolično predstavlja goro Meru.
Budistični verniki lahko izvajajo pradakhšino tako, da se pri vsakem koraku poklanjajo, kar močno podaljša proces. Najbolj ekstremna pradakhšina je tista na sveti gori Kailaš v Tibetu, gorski pohod, dolg približno 52 km, na nadmorski višini med 4600 m in 5500 m. To lahko storijo tudi hindujci in džainisti, nekateri romarji pa napredujejo s prostracijo, kar traja nekaj tednov.

### Hindujske prakse

#### Pomen in simbolika parikarme
Struktura templja odraža simboliko hindujskega združenja duhovnega prehoda iz vsakdanjega življenja v duhovno popolnost kot potovanje skozi stopnje. Prisotne so poti parikrame, po katerih se častilci premikajo v smeri urinega kazalca, začenši pri vratih svetišča in se pomikajo navznoter proti notranjemu svetišču, kjer je božanstvo posvečeno. To predstavlja prevod duhovnega koncepta prehoda skozi ravni v življenju v telesne gibe častilcev, ko se premikajo navznoter skozi ambulantne dvorane do najsvetejšega središča duhovne energije božanstva.

#### Število Pradakšin za različna božanstva
Za vsako božanstvo je določeno minimalno število Pradakšin, ki jih je treba opraviti.
- Ganeša: 1 ali 3
- Hanuman: 3
- Šiva: pol ali 3
- Višnu: 3 ali 4
- Ajapa: 5
- Subrahmanja (Kartikeja): 6
- Durga, Devi: 1, 4 ali 9
- Sveti figovec: 7
- Surja: 2 ali 7
- Svajambhu Agama pravi, da je 21-kratno izvajanje Pradakšine kateremu koli božanstvu posvečeno.

#### Šajana Pradakšinam
Šajana Pradakšinam se izvaja s prostracijo v ležečem položaju. Začne se s Saštanga Namaskara pred sanctum sanctorum. V Saštanga Namaskara se bhakte s šestimi deli telesa dotikajo tal. Tako se čelo, prsi, trebuh, roke, kolena in prsti dotikajo tal. Sklenjene roke bodo vedno usmerjene proti božanstvu. V tej pozi bhakte krožijo po poti Pradakšina. Pri premikanju jim pomagajo sorodniki in prijatelji bhakt.

#### Šaivite Pradakšinam
V Šivinih templjih bhakte začnejo Pradakšino kot običajno od spredaj in gredo v smeri urinega kazalca, dokler ne dosežejo gomukhi (iztoka vode abhišeka) iz Sanctum Sanctorum. Kot običajno se premikanje v smeri urinega kazalca ohranja zunaj kamnov na Baliju. Odtok za obredno umivanje, ponujeno na Šiva Linga z vodo, mlekom, skuto, kokosovo vodo, gheejem, pepelom (bhasma) itd. se ne sme prečkati. Zato se morajo verniki vrniti v nasprotni smeri urinega kazalca, dokler ne dosežejo druge strani odvodne odprtine, da zaključijo krog. Med tem premikanjem v nasprotni smeri urinega kazalca mora bhakta stopiti po poti znotraj kamnov na Baliju. Balijski kamni morajo biti vedno na desni strani bhakt. Ko dosežejo drenažno odprtino, se morajo vrniti na sprednjo stran v smeri urinega kazalca in se držati poti izven balijskega kamna. Tako je ena Pradakšina dokončana.
Legenda, povezana z boginjo Parvati (Šivina žena) in njenima sinovoma, ponazarja pomen Pradakšine ali Parikrame. Rečeno je, da je boginja prosila svoja dva sinova, naj obkrožita vesolje, da bi pridobila svetovno znanje. Medtem ko je njen prvi sin Kartikejan porabil desetletja, da je obkrožil svet na svojem pavu, je njen drugi sin Ganeša naredil polni krog okoli svoje matere in svoje dejanje opravičil z izjavo, da je svet vsebovan v liku matere. Ta legenda upravičuje pomen, ki ga Hindujci pripisujejo praksi Parikrame, in tudi pomen materinstva v hindujski psihologiji. Druga različica iste zgodbe zamenja lik Parvati s samim Šivo.

## Lokacije

### Hindujske lokacije

#### Ajodhja parikrama
V tempeljskem mestu Ajodhja v Utar Pradešu v Indiji se Pankosi Parikrama izvaja v dvodnevnem obdobju. Bhakte se najprej sveto potopijo v reko Sarju in nato opravijo Parikramo 15 km vzdolž obrobja mesta. Rečeno je, da parikrame sodeluje več kot dvesto tisoč bhakt, vključno s približno 50 tisoč sadhuji iz Prajaga (Alahabad), Haridvarja, Mathure in Kašija (Varanasi), za versko priložnost pa je poskrbljeno za popolno varnost.

#### Girnar parikrama
Lili Parikrama ali Girnar Parikrama je sedemdnevni festival, ki poteka na gori Girnar v okrožju DŽunagadh v Gudžaratu v Indiji. Romanje vključuje vzpon po 10.000 stopnicah, da dosežete vrh do svete gore Girnar, ki jo častijo tako hindujci kot džainisti. Festivala se udeležujejo verniki iz vse države. Od sedmih vrhov Girnarja jih je pet pomembnih, in sicer Ambamata, Gorakhnath, Augadh, lord Neminatha Tonk ali Guru Datatreja, kot ga poznajo hindujci in Kalika. Tempelj Bhavnath Šiv, jama Bhartručari, Sorath Mahal, Bhim Kund in Šiv Kund. Bhakte obiščejo te svete kraje med parikaramo.

#### Parikrama na hribu Govardahan
Hrib Govardhan, ki ima velik verski pomen glede na njegovo povezavo z Gospodom Krišno, je trenutno na najvišji točki visok le 25 metrov in je širok hrib v bližini Mathura Vrindavan v Utar Pradešu v Indiji. To je ozek hrib iz peščenjaka, znan kot Giriraj, ki je dolg približno 8 kilometrov. Potem ko je Krišna zaščitil prebivalce Vraj Vridavana pred Indrovo jezo, jim je svetoval, naj častijo hrib Govardhana, in to so tudi storili s pudžo (čaščenjem) in parikramo (obhodom) okoli hriba. Tako je festival v spomin na dvig gore Govardhan blizu Mathure s strani Krišne prišel v modo kot 'Govardhan Puja', ko se časti gora Govardhan, dan po praznovanju Depavali (praznik luči). Pobožni ljudje ostanejo budni celo noč in kuhajo 56 (ali 108) različnih vrst hrane za bhog (ponudba hrane Bogu) Krišni. Ta obred se imenuje ankut ali anakuta, kar pomeni gora hrane. Različne vrste hrane – žitarice, stročnice, sadje, zelenjava, čatni, kisle kumarice in solate – so ponujene božanstvu in nato razdeljene kot 'prasada' bhaktam. Na tisoče bhakt prinaša daritve za Giriraj. Sledi ta pooja, bhakte izvedejo Govardhana Parikramo.
Govardana Parikrama [obhod — 21 kilometrov okoli hriba] je sveti ritual, ki ga mnogi verniki izvajajo kot duhovno očiščenje. Za izvajanje te Parikrame ni časovne omejitve, vendar za tiste, ki izvajajo dandavato (popolno prostracijo) Parikramo, je to naporna oblika, ki lahko traja tedne in včasih celo mesece. Dandavata Parikrama se izvaja tako, da stojite na enem mestu, se poklonite kot palica (danda), tako da ležite ravno na tleh in nato nadaljujete, neprekinjeno, dokler ni pokrita celotna pot. Rečeno je tudi, da nekateri sadhuji (hindujski sveti možje) opravijo 108 poklonov na enem mestu, preden se premaknejo na naslednjega. To lahko traja več mesecev.
Ta ritual parikrame velja za še boljšega, če se izvaja z mlekom. Glineni lonec, napolnjen z mlekom, z luknjo na dnu, nosijo bhakte v eni roki in lonec, napolnjen z dhopom (dim kadila) v drugi roki. Spremljevalec neprestano polni lonec z mlekom, dokler parikrama ni končana. Parikrama se izvaja tudi z delitvijo sladkarij otrokom na poti. Božansko drevo 'Kalpavrikša', ki ga je posadil GreenMan Vidžajpal Baghel pri vsaki Kundi te parikrama poti, ne le Kalpavrikša, on s predanostjo sadi veliko več drugih tradicionalnih in zdravilnih rastlinskih vrst okoli svetega hriba Govardhan, verjetno 'Tridev Vrikša', paras peepal, Rudrakša, Kadmba, pakad, vat vrikša itd., ki imajo duhovne in verske vrednote za izdelavo Zelene parikrame. Parikrama hriba Govardhana se začne pri Manasi-Ganga Kund (jezero) in nato po daršanu Gospoda Harideve iz vasi Radha-kunda, kjer se cesta Vrindavan sreča s potjo parikrame. Po 21-kilometrski parikrami, ki pokriva pomembne rezervoarje, šile in svetišča, kot so Radha Kunda, Sjama Kunda, Dan Ghati, Mukharavinda, Rinamočana Kunda, Kusuma Sarovara in Punčari, se konča le pri Mansi Ganga Kundu.

#### Kurukšetra parikrama
48 kos parikrama Kurukšetra je 48 kos obhod več kot 200 tirth, povezanih z Mahabharato in drugimi vedskimi obdobji, okoli svetega mesta Kurukšetra v zvezni državi Harjana v Indiji.

#### Narmada parikrama
O pomembnosti reke Narmada kot svete priča dejstvo, da romarji izvajajo sveto romanje parikrame ali obhoda reke. Narmada Parikrama, kot se imenuje, velja za zaslužno dejanje, ki se ga lahko loti romar. Številni sadhuji (svetniki) in romarji hodijo peš od Arabskega morja pri Bharuču v Gudžaratu, vzdolž reke, do izvira v gorovju Maikal (hribovje Amarkantak) v Madja Pradeš in nazaj po nasprotnem bregu reke. Gre za 2600 kilometrov hoje. Parikrama se izvaja tudi vzdolž južnega brega od izvira (hribovje Amarkantak) do ustja (Bharuč) in se vrača vzdolž severnega brega in velja za najvišjo versko učinkovitost.
Med Narmada Parikramo morajo bhakte skozi kraj, imenovan Šulpanešvar ki Džhari, verski kraj v Gudžaratu s povezavami, ki segajo v epsko zgodbo Mahabharata. Legenda pravi, da so Pandave, ki so se kot zmagoviti vračali iz vojne na Kurukšetri, pri Šulpanešvarju prestregli Eklavja in njegova skupina plemenskih Bhilov ter jim (Pandvas) izropali vse njihove stvari. Od takrat je navada, da romarji na Narmada Parikrama, medtem ko gredo skozi ta kraj, pričakujejo, da jim bodo odvzeli vse stvari in jim pustili najnujnejše, dokler jim nekateri filantropi ne dajo donacij na poti, da nadaljujejo. Z gradnjo jezu Sardar Sarovar v Gudžaratu na reki Narmada se je tempelj Šulpanešvar potopil pod rezervoar, zaradi česar so morali romarji ubrati krožno pot, da bi nadaljevali svojo pot.

#### Vradža Mandala parikrama
Vradža Mandala Parikrama se izvaja že 500 let v mesecih od oktobra do novembra. Dolga je 84 Krosh, traja 1–2 meseca, odvisno od poti in hitrosti, obišče dvanajst gozdov, znanih kot vans, in štiriindvajset gozdičkov, znanih kot upavans. Dvanajst gozdov je Madhuvan, Talavan, Kumudvan, Bahulavan, Kamavan, Khadiravan, Vrindavan, Bhadravan, Bhandiravan, Belvan, Lohavan in Mahavan. Štiriindvajset nasadov je Gokul, Govardhan, Barsana, Nandagram, Sanket, Paramadra, Aring, Sesai, Mat, Učagram, Kelvan, Sri Kund, Gandharvavan, Parsoli, Bilčhu, Bacčavan, Adibadri, Karahla, Adžnokh, Pisaja, Kokilavan, Dadhigram, Kotvan in Raval.